# Rhizogonium hattorii
Rhizogonium hattorii är en bladmossart som beskrevs av Noguchi 1953. Rhizogonium hattorii ingår i släktet Rhizogonium och familjen Rhizogoniaceae. Inga underarter finns listade i Catalogue of Life.